# Козел (Польща)
Ко́зел (пол. Kozieł) — село в Польщі, у гміні Прашка Олеського повіту Опольського воєводства.
Населення — 25 осіб (2011).
У 1975—1998 роках село належало до Ченстоховського воєводства.

## Демографія
Демографічна структура станом на 31 березня 2011 року:
|          | Загалом | Допрацездатний вік | Працездатний вік | Постпрацездатний вік |
| -------- | ------- | ------------------ | ---------------- | -------------------- |
| Чоловіки | 10      | 2                  | 6                | 2                    |
| Жінки    | 15      | 3                  | 7                | 5                    |
| Разом    | 25      | 5                  | 13               | 7                    |